# Хлорид селена
Хлорид селена — бинарное неорганическое соединение
селена и хлора
с формулой Se2Cl2,
тёмно-красная маслянистая гигроскопичная жидкость,
разлагается в воде.

## Получение
- Взаимодействие селена и тетрахлорида селена:

{\displaystyle {\mathsf {3Se+SeCl_{4}\ {\xrightarrow {}}\ 2Se_{2}Cl_{2}}}}
- Добавление к раствору диоксида селена в концентрированной соляной кислоте чистого селена и серной кислоты:

{\displaystyle {\mathsf {3Se+SeO_{2}+4HCl\ {\xrightarrow {}}\ 2Se_{2}Cl_{2}+2H_{2}O}}}
- Пропускание хлористого водорода через горячий раствор селена в олеуме:

{\displaystyle {\mathsf {2Se+2SO_{3}+3HCl\ {\xrightarrow {T}}\ 2Se_{2}Cl_{2}+H_{2}SO_{3}+SO_{2}(OH)Cl}}}

## Физические свойства
Хлорид селена образует тёмно-красную маслянистую гигроскопичную жидкость.
При температуре ниже -85°C образует кристаллы
моноклинной сингонии, пространственная группа P 21/c, параметры ячейки a = 0,7081 нм, b = 1,4058 нм, c = 0,4814 нм, β = 97,06°, Z = 4, d = 3,20 г/см3
.
Гидролизуется водой, реагирует с этанолом и диэтиловым эфиром.
Растворяется в сероуглероде, хлороформе и тетрахлорметане.

## Химические свойства
- Разлагается при температуре кипения:

{\displaystyle {\mathsf {2Se_{2}Cl_{2}\ {\xrightarrow {127^{o}C}}\ 3Se+SeCl_{4}}}}
- Гидролизуется водой:

{\displaystyle {\mathsf {2Se_{2}Cl_{2}+3H_{2}O\ {\xrightarrow {}}\ 3Se+H_{2}SeO_{3}+4HCl}}}

## Применение
- Промежуточный продукт при некоторых способах очистки селена.
- Реагент при синтезе некоторых селеноорганических соединений.

## Токсикология
- ПДК = 0,1 мг/м³.
- Как и другие соединения селена, его хлорид в больших дозах токсичен. Сильнейший неорганический яд.